# Wiedźmy (film 1990)
Wiedźmy (ang. The Witches) – amerykańsko-brytyjska komedia familijna, zawierająca też elementy horroru, zrealizowana w 1990 roku na podstawie powieści Roalda Dahla o tym samym tytule. Film jest znany w Polsce również pod tytułem Czarownice.

## Treść
Mały Luke razem z babcią przebywa w nadmorskim hotelu w Kornwalii. Przypadkowo zostaje zamknięty w sali, gdzie odbywają się obrady Stowarzyszenia Zapobiegania Okrucieństwu Wobec Dzieci, któremu przewodniczy panna Ernst. Okazuje się, że członkinie tego stowarzyszenia, to tak naprawdę czarownice, które zebrały się by uzgodnić plan zagłady wszystkich dzieci. Zdumiony chłopiec dowiaduje się, że wiedźmy chcą zamienić wszystkie dzieci w myszy, z pomocą magicznego eliksiru. Wkrótce zostaje zauważony i schwytany.

## Obsada
- Jasen Fisher – Luke Eveshim
- Anjelica Huston – panna Eva Ernst / Jej Wysokość Wiedźma
- Mai Zetterling – Helga Eveshim
- Rowan Atkinson – pan Stringer
- Jane Horrocks – panna Susan Irvine
- Charlie Potter – Bruno Jenkins
- Bill Paterson – pan Jenkins
- Brenda Blethyn – pani Jenkins
- Rose English – Dora
- Nora Connolly – Beatrice
- Rosamund Greenwood – Janice
- Angelique Rockas – Henrietta
- Anne Lambton – kobieta w czerni
- Sukie Smith – Marlene
- Jenny Runacre – Elsie
- Annabel Brooks – Nicola
- Elsie Eide – Erika
- Ola Otnes – ojciec Eriki
- Grete Nordrå – norweska wiedźma
- Darcy Flynn – mama Luke’a
- Vincent Marzello – tata Luke’a

## Wersja polska
Opracowanie wersji polskiej: Start International Polska

Reżyseria: Ewa Złotowska

Dialogi polskie: Krystyna Uniechowska-Dembińska

Dźwięk i montaż: Marcin Pilich

Kierownictwo produkcji: Elżbieta Araszkiewicz

W wersji polskiej wystąpili:
- Norbert Jonak – Luke Eveshim
- Anna Chodakowska – panna Eva Ernst / Jej Wysokość Wiedźma
- Katarzyna Łaniewska – Helga Eveshim
- Włodzimierz Press – pan Stringer
- Adrian Frankowski – Bruno Jenkins
- Jarosław Boberek – pan Jenkins
- Krystyna Kozanecka – pani Jenkins
- Antonina Girycz
- Katarzyna Liwska
- Ewa Kania
- Anna Apostolakis
- Joanna Orzeszkowska
- Barbara Lanton
- Dorota Lanton
- Dominika Sell
- Artur Kaczmarski
- Jerzy Rostkowski
- Jerzy Mazur
- Kazimierz Mazur